# Werner Troßbach
Werner Troßbach (* 26. Januar 1955 in Fulda) ist ein deutscher Historiker.
Troßbach wurde nach einem Studium der Geschichtswissenschaft 1983 bei Winfried Schulze an der Ruhruniversität Bochum promoviert. Er ist ein im Ruhestand befindlicher außerplanmäßiger Professor für Agrargeschichte am Fachbereich Ökologische Agrarwissenschaften der Universität Kassel. Dort lehrte er am Standort Witzenhausen bis 2019.
Seine Forschungsschwerpunkte sind die Geschichte der Bauern, des ländlichen Raumes und die Agrargeschichte.

## Schriften (Auswahl)
- Bauernbewegungen im Wetterau-Vogelsberg-Gebiet. 1648–1806. Fallstudien zum bäuerlichen Widerstand im Alten Reich (= Quellen und Forschungen zur hessischen Geschichte. Bd. 52). Hessische Historische Kommission Darmstadt und Historische Kommission für Hessen, Darmstadt, Marburg 1985.
- Soziale Bewegung und politische Erfahrung. Bäuerlicher Protest in hessischen Territorien, 1648–1806. Drumlin, Weingarten 1987.
- Widerstand als Normalfall: Bauernunruhen in der Grafschaft Sayn-Wittgenstein 1696-1806, in: Westfälische Zeitschrift 135 (1985), S. 25–111
- Der Schatten der Aufklärung. Bauern, Bürger und Illuminaten in der Grafschaft Wied-Neuwied. Verlag der Buchhandlung Ulenspiegel, Fulda 1990, ISBN 3-9801740-2-6.
- Die ländliche Gemeinde im mittleren Deutschland (vornehmlich 16. – 18. Jahrhundert), in: Peter Blickle (Hrsg.), Landgemeinde und Stadtgemeinde in Mitteleuropa: ein struktureller Vergleich, München 1991 (HZ: Beih.; N.F. 13), S. 263–288
- Bauern 1648–1806 (= Enzyklopädie deutscher Geschichte. Bd. 19). Oldenbourg, München 1993, ISBN 3-486-55055-1.
- Volkskultur und Gewissensnot. Zum Bilderstreit in der „zweiten Reformation“, in: ZHF 23 (1996), S. 473–500
- mit Clemens Zimmermann: Die Geschichte des Dorfes. Von den Anfängen im Frankenreich zur bundesdeutschen Gegenwart. Ulmer, Stuttgart 2006, ISBN 3-8252-8324-0.
- mit Rolf Kießling, Frank Konersmann: Grundzüge der Agrargeschichte. Band 1: Vom Spätmittelalter bis zum Dreißigjährigen Krieg (1350–1650). Böhlau, Köln 2016.